# Liste der Monuments historiques in Saint-Jean-aux-Bois (Ardennes)
Die Liste der Monuments historiques in Saint-Jean-aux-Bois führt die Monuments historiques in der französischen Gemeinde Saint-Jean-aux-Bois auf.

## Liste der Immobilien
| Bezeichnung | Beschreibung   | Standort                 | Kennzeichnung | Schutzstatus | Datum | Bild           |
| ----------- | -------------- | ------------------------ | ------------- | ------------ | ----- | -------------- |
| Markthalle  | 1752/53 erbaut | Place de l’Église (Lage) | PA00078499    | Classé       | 1981  | weitere Bilder |